# Пена, Нерея
Нерея Пена Абаурреа (исп. Nerea Pena Abaurrea, род. 13 декабря 1989, Памплона) — испанская гандболистка, играющая на позиции разыгрывающей. Четырёхкратная чемпионка Испании, трижды обладательница Кубка Испании, чемпионка Кубка ЕГФ. В составе национальной сборной Испании дважды становилась серебряной призёркой чемпионата Европы и бронзовой призёркой чемпионата мира, участвовала в летних Олимпийских играх в Рио-де-Жанейро.

## Биография
Нерея Пена родилась 13 декабря 1989 года в городе Памплона автономного сообщества Наварра.

### Клубная карьера
Дебютировала на профессиональном уровне в сезоне 2005/06 в возрасте семнадцати лет, присоединившись к команде высшей лиги «Ичако». Провела здесь в общей сложности семь сезонов, выиграв множество национальных титулов и наград: четыре раза становилась чемпионкой Испании, трижды выигрывала Кубок Испании, дважды побеждала в Суперкубке Испании. В 2009 году одержала победу на Кубке ЕГФ. В 2008 году также была финалисткой Кубка ЕГФ, но в решающем матче её команда уступила волгоградскому «Динамо».
В 2012 году подписала контракт с венгерским клубом «Ференцвароши», базирующимся в Будапеште. Первое время испытывала здесь проблемы из-за травм, но со временем начала показывать хорошие результаты и закрепилась в основном составе. В частности, в сезоне 2014/15 одержала победу в венгерской гандбольной лиге, кроме того, стала лучшим бомбардиром и была признана лучшим игроком.

### Карьера в сборной
Впервые выступила в составе женской национальной сборной Испании 16 октября 2008 года, была вызвана в команду главным тренером Хорхе Дуэньясом на матч в Роттердаме. Год спустя побывала на первом крупном международном турнире, выступив на чемпионате мира в Китае — здесь испанки заняли четвёртое место, проиграв матч за бронзовые медали сборной Норвегии.
В 2010 году представляла страну на чемпионате Европы в Дании и Норвегии, где Испания заняла последнее место в своей группе, сумев выиграть только один единственный матч.
В 2011 году играла на мировом первенстве в Бразилии. На сей раз испанки действовали намного лучше, выиграв на групповом этапе четыре матча из пяти. В 1/8 финала и 1/4 финала благополучно прошли Черногорию и Бразилию соответственно, тогда как на стадии полуфиналов были остановлены Норвегией, проиграв ей со счётом 22:30. При всём при том, команда воспользовалась возможностью побороться за третье место, победила 24:18 Данию и завоевала тем самым награды бронзового достоинства.
Пена рассматривалась в числе основных кандидаток на участие в летних Олимпийских играх 2012 года в Лондоне, но из-за серьёзной травмы вынуждена была пропустить эти важнейшие соревнования, где испанская сборная выиграла историческую бронзу. Позже в том же году она вернулась в состав и выступила на европейском первенстве в Сербии, расположилась в итоговом протоколе лишь на 11 строке.
В 2013 году на чемпионате мира в Сербии заняла со своей командой девятое место, проиграв в 1/8 финала сборной Венгрии.
Большого успеха на международном уровне добилась в 2014 году на чемпионате Европы, проводившемся одновременно в Венгрии и Хорватии. На предварительном этапе испанки победили всех своих соперниц, Польшу, Россию и Венгрию. Затем на основном групповом этапе проиграли Норвегии и Румынии, но выиграли у Дании — тем самым со второго места пробились в стадию плей-офф. В полуфинальном матче взяли верх над Черногорией, тогда как в решающем финальном противостоянии со счётом 25:28 уступили Норвегии, завоевав тем самым награды серебряного достоинства. Пена выходила на площадку во всех восьми играх, забросив в общей сложности 38 мячей — по количеству голов уступила в команде только Кармен Мартин.
В 2015 году принимала участие в мировом первенстве в Дании. Здесь на групповом этапе испанские гандболистки одержали три победы и потерпели два поражения, а в 1/8 финала в матче с достаточно спорным судейством с близким счётом 21:22 проиграли француженкам — таким образом расположились в итоговом протоколе соревнований на 12 строке. Пена была признана самым ценным игроком группового этапа, всего в шести играх она забросила 31 мяч, заслужив также звание лучшего бомбардира.
Благодаря череде удачных выступлений Нерея Пена удостоилась права защищать честь страны на Олимпийских играх 2016 года в Рио-де-Жанейро. На групповом этапе Испания выиграла три матча и два матча проиграла, а в четвертьфинале вновь встретилась с Францией и снова уступила ей с близким счётом 26:27, при этом последние голы забивались уже в овертайме. Испанская команда заняла здесь шестое место.
В 2017 году играла на чемпионате мира в Германии, заняв итоговое 11 место.